# Tadeusz Gaworzewski
Tadeusz Gaworzewski (ur. 4 sierpnia 1951 w Odolanowie) – polski artysta plastyk, uprawia malarstwo sztalugowe i rysunek.
Tadeusz Gaworzewski ukończył Studium Nauczycielskie im. Marii Konopnickiej w Kaliszu, następnie Państwową Wyższą Szkołę Sztuk Plastycznych w Poznaniu; jest profesorem Uniwersytetu im. Adama Mickiewicza w Poznaniu na Wydziale Pedagogiczno-Artystycznym w Kaliszu. 
W latach 1976–1985 plastyk miejski Ostrowa Wielkopolskiego. Wyróżniony nagrodą rektora UAM za osiągnięcia dydaktyczne. Uczestnik wielu wystaw zbiorowych, autor kilku wystaw indywidualnych.

## Najważniejsze wystawy
- Ogólnopolski Konkurs Malarski im. J.Spychalskiego, Poznań 1977–1988,
- Międzynarodowe Triennale Rysunku, Wrocław 1978,
- XVI Konkurs im. J.Wronieckiego, Poznań 1979,
- Polska Sztuka Współczesna, Berlin 1990,
- Abstrakcja i Realizm, Hamburg 1993,
- Malarstwo i Rysunek, Nowy Jork 1995, 1998,
- Plakat Chopinowski, Wilanów 1999.